# Marca Geronis

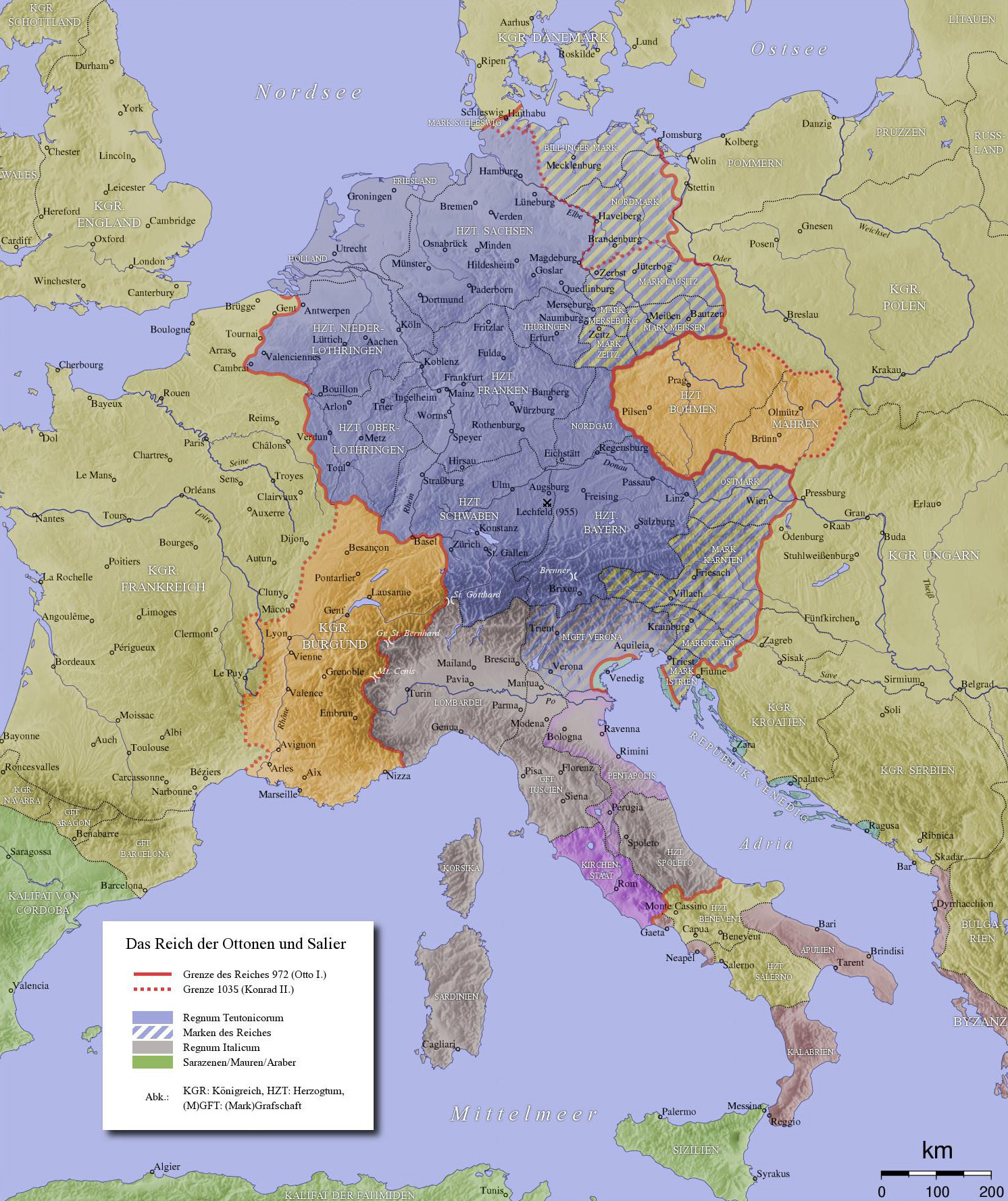
La porció covada del mapa al nord-est excepte la Marca Billunga era la marca Geronis, en la que la Marca de Merseburg que era el centre fou una de les seves particions.

La Marca Geronis ("Marca de Geró") fou un gran marca del nord-est d'Alemanya a la meitat del segle x. Fou creava probablement per a Thietmar de Merseburg, marcgravia de la frontera amb seu a Merseburg (després del 920) i va passar als seus dos fills consecutivament: Sigfrid de Merseburg i Geró. A la mort de Geró el 965 es va dividir en cinc (a vegades sis) marques diferents: la Nordmark, l'Ostmark, Meissen, Zeitz, i Merseburg.
Com que la seu "comtal" de Sigfrid i Geró era Merseburg, s'ha anomenat a vegades com Marca de Merseburg. Tanmateix se sol evitar aquest nom perquè hi va haver també una marca de Merseburg sorgida després del 965. La diòcesi central a la marca era Magdeburg, i per això a vegades s'ha anomenat marca de Magdeburg (Magdenburger Mark). Uns altres historiadors prefereixen anomenar-la com Marca Oriental Saxona o simplement Marca Oriental (Ostmark), però aquests termes també s'apliquen a una altra marca que es va crear el 965. Com que la marca Geronis fou creada simultàniament amb la Marca Billunga (o Marca dels Billungs) al nord, es diu a vegades que fou la meitat del sud de les Ostmarks. Alguns historiadors fins i tot l'anomenen "Marca de Meissen". Dins d'una mateixa pàgina, James Westfall Thompson, es referix a la marca com a "Sorben Mark" i com a "Thuringian Mark".
Part de la complicació per establir la territorialitat de la marca que Geró va governar és deu a la naturalesa del títol marcgravial a la Saxònia del segle desè. Pot haver significat govern territorial, però d'altra banda pot haver estat un títol honorífic per a comtes especialment poderosos que no indiquen res més que una preeminència en proporcionar defensa per a les províncies en les quals es trobaven els seus comtats. S'ha suggerit que les jurisdiccions de les marques fins i tot s'encavalcaven dins d'altres províncies.
El 965, a la mort de Geró, la marca fou dividida. Al nord, Hermann Billung va conservar la Marca Billunga però al sud la marca es dividí en cincs més petites: Entre l'Elba i el Penne al nord i el territori dels luticis es creà la Marca del Nord per a Dieteric d'Haldensleben, al sud d'aquesta, Odó I va rebre la Marca Oriental de Saxònia, al baix Saale i curs mig de l'Elba, Thietmar, nebot de Geró i gendre de Hermann Billung va rebre la Marca de Merseburg, Wigger va rebre la Marca de Zeitz i Wigbert va rebre la Marca de Meissen.